# 魯衛
魯衛，江西省建昌府新城縣人，清朝政治人物、同進士出身。
光緒九年（1883年），参加癸未科殿試，登進士三甲97名。同年五月，著交吏部掣签分发各省，以知县即用。